# Dichaetura surreyi
Dichaetura surreyi is een buikharige uit de familie van de Dichaeturidae. De wetenschappelijke naam van de soort werd voor het eerst geldig gepubliceerd in 1990 door Martin.